# 2555 Thomas
2555 Thomas eller 1980 OC är en asteroid i huvudbältet som upptäcktes den 17 juli 1980 av den amerikanske astronomen Edward L.G. Bowell vid Anderson Mesa Station. Den är uppkallad efter den amerikanske astronomen Norman G. Thomas.
Asteroiden har en diameter på ungefär 10 kilometer och den tillhör asteroidgruppen Koronis.